# Ayub Kalule
Ayub Kalule (født 6. januar 1954 i Kampala, Uganda) er en tidligere bokser og nuværende boksetræner, der i sin professionelle karriere som bokser havde base i Danmark. Som amatør blev han i 1974 verdensmester i letweltervægt og som professionel vandt han i 1979 WBA-verdensmesterskabet i letmellemvægt. 

## Amatørkarriere
Ayub Kalule blev en del af den massive sportslige satsning som den tidligere diktator Idi Amin iværksatte i Uganda i 1970'erne. Idi Amin, der selv var tidligere øst-afrikansk sværvægtsmester, satsede hårdt på at gøre Uganda til en boksenation, og det lykkedes landet op gennem 70’erne at producere en række fremragende boksere, hvoraf Ayub Kalule med sin VM-titel regnes som den bedste.
Som 18-årig vandt han det afrikanske mesterskab i letweltervægt for boksere under 19 år. Som letvægter nåede han finalen i de afrikanske seniormesterskaber året efter, og i 1974 vandt han det afrikanske mesterskab i letweltervægt. Samme år blev Ayub Kalule den første bokser fra Uganda, der vandt guld ved Commonwealth Games, da han besejrede nigerianeren Armah i letvægtsfinalen.
Samme år blev Ayub Kalule udtaget til de første verdensmesterskaber i boksning, der blev afholdt i Havanna på Cuba. Kalule stillede op i letweltervægt, og vandt de tre indledende kampe, inden han i semifinalen besejrede østtyskeren Ulrich Beyer på point. I finalen vandt han på point over bulgareren Vladimir Kolev. Han fortsatte som amatør efter VM, og vandt blandt andet European Cup i 1976 over Delroy Parkes.
Ayub Kalule satsede på en OL-medalje ved Sommer-OL 1976 i Montreal, men legene blev boykottet af de afrikanske lande, og han fik ikke muligheden for at deltage. Ayub Kalule havde i stedet opnået kontakt til den danske boksepromotor Mogens Palle, og Kalule blev herefter professionel i 1976.

## Professionel karriere, del 1: På vej op
Ayub Kalule debuterede som professionel bokser ved et stævne i KB Hallen på Frederiksberg den 8. april 1976 mod tyskeren Kurt Hombach i en forkamp til opgøret mellem verdensmesteren i letsværvægt Victor Galindez og Jesse Burnett. Kurt Hombach var tidligere tysk mester i weltervægt, og var med 22 kampe en rutineret bokser, der havde bokset mod en række stærke europæiske boksere. Ayub Kalule vandt uden problemer over Hombach på point efter 4 omgange. I den næste kamp ventede den ubesejrede englænder Wayne Bennett, der blev slået ud i 5. omgang, hvorefter Kalule blev matchet mod Trevor Francis, der netop havde bokset 15 omgange om det britiske mesterskab. Kalule vandt sikkert på point efter 6 omgange. 
Allerede på dette tidlige tidspunkt i karrieren var det tydeligt, at Kalule var en bokser ud over det sædvanlige, og han mødte tidligt i karrieren en række stærke boksere. Allerede i sin 5. kamp boksede Kalule hovedkampen ved et Mogens Palle stævne, da han den 9. december 1976 i Forum København mødte englænderen Larry Paul, der selv i sin 8. kamp havde vundet det britiske mesterskab i letmellemvægt, havde besejret en række stærke boksere, herunder danske Poul Knudsen, og have været oppe mod stærke folk som Alan Minter og Maurice Hope. Paul udtalte inden kampen, at han ikke forventede at den tidligere amatørverdensmester ville give ham problemer inden han blev slået ud. Kalule viste imidlertid, at han allerede på dette tidspunkt var en farlig bokser for enhver, da han overbevisende slog Larry Paul ud med en byge af stød allerede i 2. omgang af kampen. 
Året 1977 blev indledt for Kalule, da han mødte den italienske mester Damiano Lassandro, der nogle år senere boksede uafgjort om europamesterskabet i letmellemvægt. Lassandro blev stoppet i 3. omgang. I næste kamp blev Kalule matchet mod den rutinerede marokkaner Mimoun Mohatar. Mohatar havde tabt 17 ud af 46 kampe, men var på trods heraf en stærk og rutineret bokser, der havde været oppe mod en række store navne, og havde klaret sig godt. Kalule besejrede Mohatar uden problemer på point efter 10 omgange. At Mohatar var en klassebokser illustreres af, at han efterfølgende vandt det Afrikanske mesterskab i weltervægt og opnåede en VM-kamp på den stærke mexicaner Carlos Palomino. 
Senere i 1977 blev Kalule stillet over for sin første modstander med en placering på verdensranglisten, da Kalule i sin 10. kamp mødte den tidligere WBC-verdensmester Elisha Obed fra Bahamas. Obed kom til kampen med en imponerende rekordliste på 72 kampe, hvoraf han kun havde tabt de to. Det ene nederlag lå 10 år tilbage, og det andet nederlag var til tyskeren Eckhard Dagge året forinden, da Obed havde tabt titlen i en i øvrigt forholdsvis lige kamp. Kalule levede op til de store forventninger, og udboksede Obed, som han besejrede sikkert på point. Kalule havde Obed i gulvet, men trods overtaget kunne Kalule ikke stoppe ex-verdensmesteren.
På dette tidspunkt var Kalule et af de største sportsnavne i Danmark. Publikum elskede den tekniske begavede højrefodsbokser, hvis talent lå langt ud over, hvad det danske boksepublikum var forvent med. Kalule lå højt placeret på verdensranglisterne, men Kalule og manager Mogens Palle måtte konstatere, at WBC-verdensmesteren Dagge ikke havde nogen interesse i at sætte titlen på spil mod Kalule. Kalules karriere gik herefter ind i en fase, hvor Kalule tålmodigt jagtede en VM-kamp.

## Professionel karriere, del 2: VM-udfordrer
Efter sejren over Elisha Obed var Ayub Kalule fast inventar på verdensranglisterne hos de daværende (kun) to bokseforbund WBC og WBA. WBC var den organisation, der havde tilslutning fra de europæiske nationale bokseforbund, hvorfor europæiske boksere normalt koncentrerede sig om WBC-titlen og ikke WBA-titlen. Verdensmester hos WBC var tyskeren Eckhard Dagge, der havde taget titlen fra Obed, men ikke var anset som en stor verdensmester. Han havde dog i marts 1977 forsvaret titlen med en uafgjort mod englænderen Maurice Hope, der sammen med Kalule blev regnet for klassens bedste. Dagge ønskede dog under ingen omstændigheder at møde hverken Kalule eller Hope, hvorfor begge måtte se langt ringere boksere få titelkampe, alt imens de to måtte forsøge at få overtalt ledelsen i WBC til at gøre dem til officielle udfordrere. Verdensmester hos WBA var Eddie Gazo fra Nicaragua, der ej heller var indstillet på at sætte titlen på spil mod Kalule.
Kalule måtte derfor ud i en lang række kampe mod stærke modstandere for at holde sit kandidatur til VM-titlen i live. I den resterende del af 1977 mødte han således boksere som Rudy Robles, Alvin Anderson, Ralph Palladin og ex-verdensmesteren Miguel Angel Castellini, der i sin foregående kamp havde tabt WBA-titlen på point til Eddie Gazo. Kalule stoppede Castellini uden besvær i 3. omgang, men de øvrige kampe viste, at Kalule – trods sine mange kvaliteter – manglede det afgørende punch, der kunne afgøre kampene. Kalule sled sine modstandere op, og vandt således de fleste af sine sejre på point eller ved at stoppe modstanden sent i kampen, når denne var blevet tilstrækkelig udmattet af de mange træffere. 
I 1978 besejrede Kalule en stribe modstandere, der ikke gav Kalule synderlig modstand, men der var fortsat ingen tegn på, at en VM-kamp var lige om hjørnet. Eckhard Dagge havde tabt sit WBC-mesterskab til italieneren Rocco Mattioli, der valgte at bokse VM-kamp mod Elisha Obed og under ingen omstændigheder ville møde Kalule frivilligt. WBA-mesteren Eddie Gazo havde rigeligt med problemer med at forsvare titlen mod en række urutinerede japanere og koreanere og afslog tilbud om en VM-kamp mod Kalule. Som statsborger i Uganda kunne Kalule ikke fordrive ventetiden med et europamesterskab, men han havde derimod muligheden for at bokse om det britiske imperiemesterskab. Det lykkedes Mogens Palle at få arrangeret en kamp den 25. maj 1978 om imperiemesterskabet i mellemvægt mod mesteren Al Korovou fra Fiji. Korovou havde aldrig tidligere mødt en bokser af Kalules klasse, og Kalule vandt en fuldstændig ensidig kamp, da kamplederen stoppede kampen i 14. omgang, da Korovou var kommet så langt bagud på point, at kampen ikke længere havde sportslig berettigelse (mere end 10 points forskel). Kampen viste igen, at Kalules eneste svage punkt var den manglende evne til at stoppe en modstander. 
Den 9. november 1978 blev Kalule matchet mod den amerikanske mellemvægter Sugar Ray Seales i sin hidtil største match. Sugar Ray Seales var OL-guldvinder fra OL i 1972 og havde en imponerende rekordliste med kun fire nederlag i 52 kampe. De fire nederlag var mod verdensklasseboksere (herunder et pointnederlag til Marvin Hagler), og Seales havde ikke tabt i de seneste 16 kampe. I en hård kamp vandt Kalule på point efter 10 omgange over Seales, og beviste, at han ikke kun kunne gøre sig gældende i den forholdsvis svage letmellemvægtklasse, men at han også kunne besejre de bedste mellemvægtere.
Forinden havde WBA-verdensmesteren Gazo tabt titlen til japaneren Masashi Kudo, der havde vundet en 2-1 sejr over Gazo i Akita i Japan, men heller ikke Kudo havde noget ønske om at sætte titlen på spil mod Kalule.
Kalule måtte således fortsætte sine kampe mod stærke boksere for at komme i betragtning som officiel udfordrer. Han besejrede den stærke englænder Kevin Finnegan, der var tidligere europamester i mellemvægt, og som havde givet store problemer for Marvin Hagler og Alan Minter inden øjenskader havde stoppet ham. Den tidligere VM-udfordrer Ho Joo, der havde tabt 1-2 til Kudo i en VM-kamp blev knust i 1½ omgang den 15. februar 1979, ligesom Kalule i starten af 1979 vandt over en række modstandere for at holde sig klar til en VM-kamp. 
Rocco Mattioli havde forinden tabt sin WBC-titel til Maurice Hope, der langt om længe havde fået en VM-chance igen, men Hope havde heller intet ønske om at sætte sin nyvundne titel på spil mod Kalule. 
I midten af 1979 kom Kalules VM-drøm dog i opfyldelse, da Mogens Palles hårde arbejde bag kulisserne (herunder et samarbejde med den amerikanske promotor Bob Arum) langt om længe bar frugt, da Kalule blev udpeget som officiel VM-udfordrer til Masashi Kudos WBA-mesterskab.

## Professionel karriere, del 3: Verdensmester
Det lykkedes ikke Mogens Palle at få VM-kampen mod Masashi Kudo gennemført i Danmark, og kampen blev således afviklet i Kudos hjemby Akita den 24. oktober 1979. Kudo var ubesejret i 23 kampe, og selv om kvaliteten af hans rekordliste ikke var så imponerende som Kalules med 30 sejre i 30 kampe, var han dog fortsat en bokser, der på forhånd indgød respekt. Bortset fra en enkelt kamp i Oslo havde Kalule aldrig bokset uden for Danmark i sin professionelle karriere, og da andre danske boksere undtagelsesfrit havde fejlet i titelkampe i udlandet, var der på forhånd en vis ængstelse om udfaldet af kampen i Japan.
Kalule var dog fuldstændig dominerende i kampen, hvor Kudo blev udbokset i alle kampens faser. Kudo var nede i 14. omgang, men gik tiden ud. Igen manglede Kalule det afgørende stød til at afgøre kampen, men de mange omgange sled hårdest på Kudo, der aldrig boksede en kamp igen. Kalule var derimod endelig verdensmester. 
Kalule satte herefter titlen på spil i Danmark mod den mindre kendte, men dog ubesejrede, Steve Gregory, der noget overraskende var i stand til at gå tiden ud mod Kalule den 6. december 1979 i Brøndby Hallen. Efter yderligere et titelforsvar mod colombianeren Emiliano Villa (TKO 11) satte Kalule titlen på spil den 12. juni 1980 mod den jugoslaviske europamester Marijan Benes. Benes havde som amatør mere end 300 kampe, og et europamesterskab bag sig, og havde som professionel opbygget et ry som hårdtslående og hårdfør bokser. Benes leverede en stor match mod Kalule, der vandt knebent på point, uden at sejren dog for alvor på noget tidspunkt så ud til at være i fare. Kalule satte herefter titlen på spil mod syd-afrikaneren Bushy Bester, og vandt stort på point efter 15 omgange. 
Kalule fik herefter chancen for det store gennembrud, da han satte titlen på spil mod det helt store navn i boksningen på daværende tidspunkt, Sugar Ray Leonard. Sugar Ray Leonard var OL-guldvinder fra Sommer-OL 1976, og WBC-verdensmester i weltervægt efter at have genvundet titlen fra Roberto Duran. Leonard planlagde en kamp mod en anden datidig superstar, WBA-verdensmesteren i weltervægt Thomas Hearns, men ønskede som opvarmning at sætte sig på titlen i letmellemvægt i en kamp mod Kalule. På trods af Kalules 36 sejre i lige så mange kampe var der stort set ingen, der havde hørt om ham i USA, og da kampen begyndte den 25. juni 1981 i Astrodome i Houston, Texas var det de færreste amerikanere, der forventede, at Kalule ville kunne give Leonard vanskeligheder.
Kalule boksede en stor kamp mod Leonard, og det lykkedes særlig i de første 4-5 omgange at lægge pres på Leonard, der tydeligvis havde undervurderet Kalules evner. Leonard kom dog langsomt ind i kampen, og førte på point, da han i 9. omgang stoppede Kalule med en serie hårde træffere. Kalule havde dog overrasket amerikanerne positivt, og havde ydet Leonard mere modstand end de fleste af Leonards øvrige modstandere. Det stod dog klart, at Kalule havde tabt VM-titlen i sit 5. titelforsvar.

## Professionel karriere, del 4: Forsøg på comeback
Efter nederlaget til Leonard i USA fortsatte Kalule sin karriere i Danmark i håbet om at få en mulighed for at genvinde verdensmesterskabet. Han gjorde comeback den 9. oktober 1981 mod den spanske mester i mellemvægt Andoni Amana, der forinden havde gået 12 omgange mod den hårdtslående englænder Tony Sibson. Kalule vandt komfortabelt på point over Amana, og opnåede herefter en række sejre mod en række boksere, der dog ikke tilhørte den absolutte verdenselite. 
Kalule fik herefter muligheden for at genvinde WBA-verdensmesterskabet i en kamp mod den kun 23-årige ubesejrede amerikaner Davey Moore, der i mellemtiden har vundet WBA-mesterskabet efter at Sugar Ray Leonard havde opgivet titlen. Davey Moore havde vundet verdensmesterskabet i sin blot 9. kamp, og var en hårdfør og hårdtslående bokser, men uden den store tekniske kunnen. Matchen blev bokset den 17. juli 1982 i Atlantic City, USA. Kalule havde 41 kampe og var klart den mest rutinerede bokser af de to, men silken var ved at være slidt af Kalule, og den unge Davey Moore viste sig at have den ekstra sejrsvilje, der skulle til i en særdeles hård kamp, der svingede frem og tilbage, indtil Moore fandt de ekstra kræfter, der skulle til, hvorefter han stoppede Kalule i 10. omgang. 
I et forsøg på at skaffe anerkendelse fra det amerikanske boksepublikum, der kun havde set Kalule tabe, blev Kalule matchet mod den unge ubesejrede jamaicaner Mike McCallum, der imidlertid stoppede Kalule i 7. omgang. 
Det var klart, at Kalules karriere nu var inde i det sene efterår. Han var inaktiv i 1983 og gjorde herefter comeback den 25. april 1984, da han atter på udebane blev matchet mod et ungt ubesejret håb, denne gang englænderen Jimmy Price. Kalule viste, at han ikke var helt færdig, da han slog Price ud i 1. omgang af matchen. 
Han vendte herefter tilbage til Danmark, hvor han vandt en par kampe mod forholdsvis svage modstandere. De mange års ophold i Danmark gav dog Kalule mulighed for at få en kamp om europamesterskabet, og den 20. juni 1985 fik Kalule chancen for at blive europamester, da han mødte den franske mellemvægtsmester Pierre Joly i KB Hallen om det ledige europamesterskab i mellemvægt. Selvom det var klart, at Kalule var langt fra fordums styrke, var han dog fortsat stærk nok til at besejre Joly, som blev stoppet i 8. omgang, og Kalule kunne atter smykke sig med et mesterskab. Kampen blev Kalules sidste i Danmark. 
Han satte titlen på spil den 19. december 1985 mod Sumbu Kalambay, der oprindeligt kom fra det daværende Zaire, men som Kalule havde bokset de fleste kampe i Europa. Kampen fandt sted i byen Ancone i Italien, og blev en intens affære. Kalule var nede i 5. omgang, men sendte Kalambay ned i 6. og 12. omgang, og vandt med dommerstemmerne 2-1. Kalambay var en særdeles stærk bokser, der inden kampen havde blot to nederlag i 40 kampe, og Kalules præstation sættes i relief af, at Kalambay efterfølgende vandt såvel europamesterskab som WBA-mesterskabet i mellemvægt, og boksede om IBF- og WBO-titlerne. 
Sidste kamp i karrieren fandt sted den 5. februar 1986 i Sheffield, England, da Kalule i en alder af 32-år satte europamesterskabet på spil mod den 5 år yngre Herol Graham. Graham havde 34 sejre i lige så mange kampe, og var tidligere europamester i letmellemvægt og britisk mester i mellemvægt. Kalules mange kampe havde sat sig sine spor, og Graham stoppede Kalule i 10. omgang af kampen. 
Kalule opgav herefter karrieren. Han opnåede 50 kampe, hvoraf han vandt de 46. På trods af, at Kalule blev kritiseret for ikke at have slagkraft blev 24 af sejrene vundet før tid. Han tabte 4 kampe, alle før tid, men han blev aldrig talt ud, ligesom Kalule gennem sin karriere viste, at han i høj grad kunne tage imod i slagudvekslingerne. 
Kalule var ubestridt den bedste bokser, der har bokset med base i Danmark. Han var en fremragende tekniker, og var fysisk stærk. Han var i store dele af karrieren trænet af Børge Krogh, men samarbejdet var ophørt inden Leonard-kampen. Han opnåede aldrig den store anerkendelse i USA, da han tabte sine 3 kampe dér, men nyder fortsat stor anerkendelse i Europa. Han regnes for den bedste afrikanske bokser gennem tiderne. 

## Andet
Efter afslutningen af boksekarrieren tog Kalule tilbage til Kampala, hvor han er bosat i dag. Han fungerer blandt andet som boksetræner.
Jørgen Leth lavede i 1979 en dokumentarfilm om Kalule med titlen Kalule. 
I 1980 udkom Knud Esmanns biografi ”Kalule, blues for en fighter”.
Ayub Kalules søn, Kasper Kalule, er i dag (2012) professionel fodboldspiller, og har spillet for bl.a. Fremad Amager, BK Glostrup Albertslund og B 1908.

## Eksterne links
- Professionel rekordliste på boxrec.com Arkiveret 15. april 2015 hos  Wayback Machine
- Kvartfinale ved Amatør VM 1974
- Kalule vs. Sugar Ray Leonard
- Ayub Kalule på Internet Movie Database (engelsk)
- Ayub Kalule på Filmdatabasen